# Пустоваровка
Пустова́ровка (укр. Пустоварівка) — село, входит в Сквирский район Киевской области Украины.
Население по переписи 2023 года составляло 854 человек. Почтовый индекс — 09051. Телефонный код — 4568. Занимает площадь 6,2 км². Код КОАТУУ — 3224085901.

## Известные уроженцы
- Нагорный, Климентий Григорьевич — матрос гвардейского экипажа́, проходивший службу на Императорской яхте «Штандарт», дядька(слуга) цесаревича Алексея Николаевича.
- Ищенко, Иван Николаевич  — советский хирург.

## Местный совет
09051, Київська обл., Сквирський р-н, с.Пустоварівка, вул.Ватутіна,18а